# CrystalDiskInfo
CrystalDiskInfo（クリスタルディスクインフォ）は、hiyohiyo（ひよひよ、本名: 宮崎典行）によって開発されているフリーかつオープンソースのディスクユーティリティである。Windowsに対応しており、MITライセンスの下で配布されている。

## 概要
HDDやSSDについての基本的な情報の表示や、S.M.A.R.T.の表示・監視を行えるユーティリティであり、異常があれば効果音やメールで通知する機能を有する。一部のUSBフラッシュメモリでの動作報告もある。
USBで接続する外付けHDDも一部を除き対応している。参考情報として公式に対応ドライブ一覧を公表しており、一覧にないドライブで動作確認が取れた場合は連絡するよう呼びかけている。
CrystalDiskInfoの開発にあたり「パッチ」という形でユーザーからのプログラム提供を受け入れている。hiyohiyoは、ユーザーからのパッチ提供があったことでUSB接続の外付けHDDへ対応させることができたと語っている
2008年12月に「2008年 窓の杜大賞」を、2010年3月には「Vector Award 特別賞」をそれぞれ受賞している。前者の窓の杜大賞についてhiyohiyoは「個人発のオープンソースが窓の杜大賞を受賞するのは初めて（だと思う）」と語った。
2014年と2015年における年間のダウンロード数は300万回以上あったと作者はいう。2018年の窓の杜におけるダウンロード数では、Lhaplusに次ぐ2位を獲得している。OSDNでは2019年8月時点で通算約2,600万回ダウンロードされており、2番目にダウンロード数の多いソフトウェアとなっている。

## 歴史
2008年1月7日にhiyohiyoは自身のブログ上でCrystalDiskInfoの開発と概要を発表した。初版の開発コードネームはFeenaと名付けられた。開発の動機として開発者のhiyohiyoは、Googleが発表したHDDの故障に関する論文を読んだことと、S.M.A.R.T.情報を活用するオープンソースソフトウェアが殆ど存在しなかったことを挙げている。3月9日にBeta1、3月23日に1.0 RC0、5月22日に1.0.0正式版がそれぞれリリースされた。
2008年11月の2.0.0から、一部のUSB接続外付けドライブへの対応した。
2009年5月に2.7.0より64ビット版が公開されるも、不具合が見つかり同月中の2.7.2に公開が一時停止された。再度64ビット版が用意されたのは、2013年1月の5.3.0からである。
2015年3月に公開された6.3.1より、ソフトウェアライセンスがMIT Licenseに変更された。
2016年1月の6.7.0より、NVMe SSDに暫定対応し、同年6月の7.0.0で正式対応した。
2020年5月の8.5.0より、UIライブラリが独自のPriscillaに刷新された。
2021年、オープンソース・グループ・ジャパンが支援する「オープンソース商標イニシアティブ」により、「CrystalDiskInfo」と「CrystalDiskMark」が商標登録された。
2023年5月31日に9.0がリリースされた。

## エディション
CrystalDiskInfoには通常版以外にも、キャラクターのイラストとボイスが追加されたエディションがある。
Shizuku Edition
桐野霞によるキャラクターである水晶 雫（すいしょう しずく）のイラストとボイスが追加されたエディション。
Kurei Kei Edition
プログラミング生放送のキャラクターであるプロ生ちゃんこと暮井 慧 (くれい けい、声: 上坂すみれ) のイラストとボイスが追加されたエディション。
Aoi Edition

## CrazyDiskInfo
CrazyDiskInfo（クレイジーディスクインフォ）は、Unix系オペレーティングシステムのフリーかつオープンソースのディスクユーティリティである。
ncursesを使用してCrystalDiskInfoに似たTUIになっている。